# Bodmer papyri

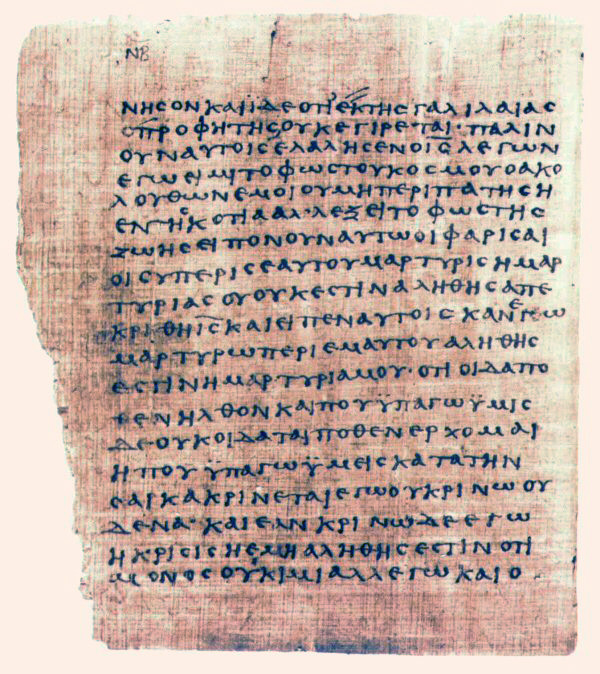
Bodmer-papyrus P II 66

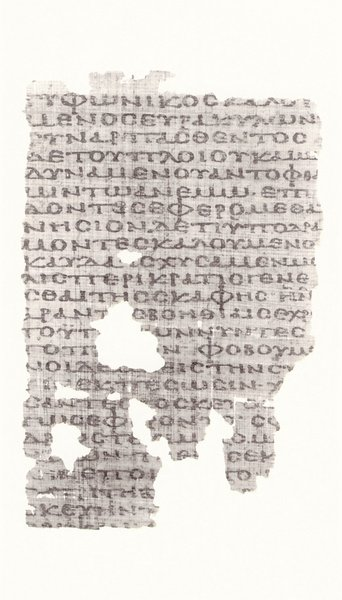
Bodmer-papyrus P XVII 74

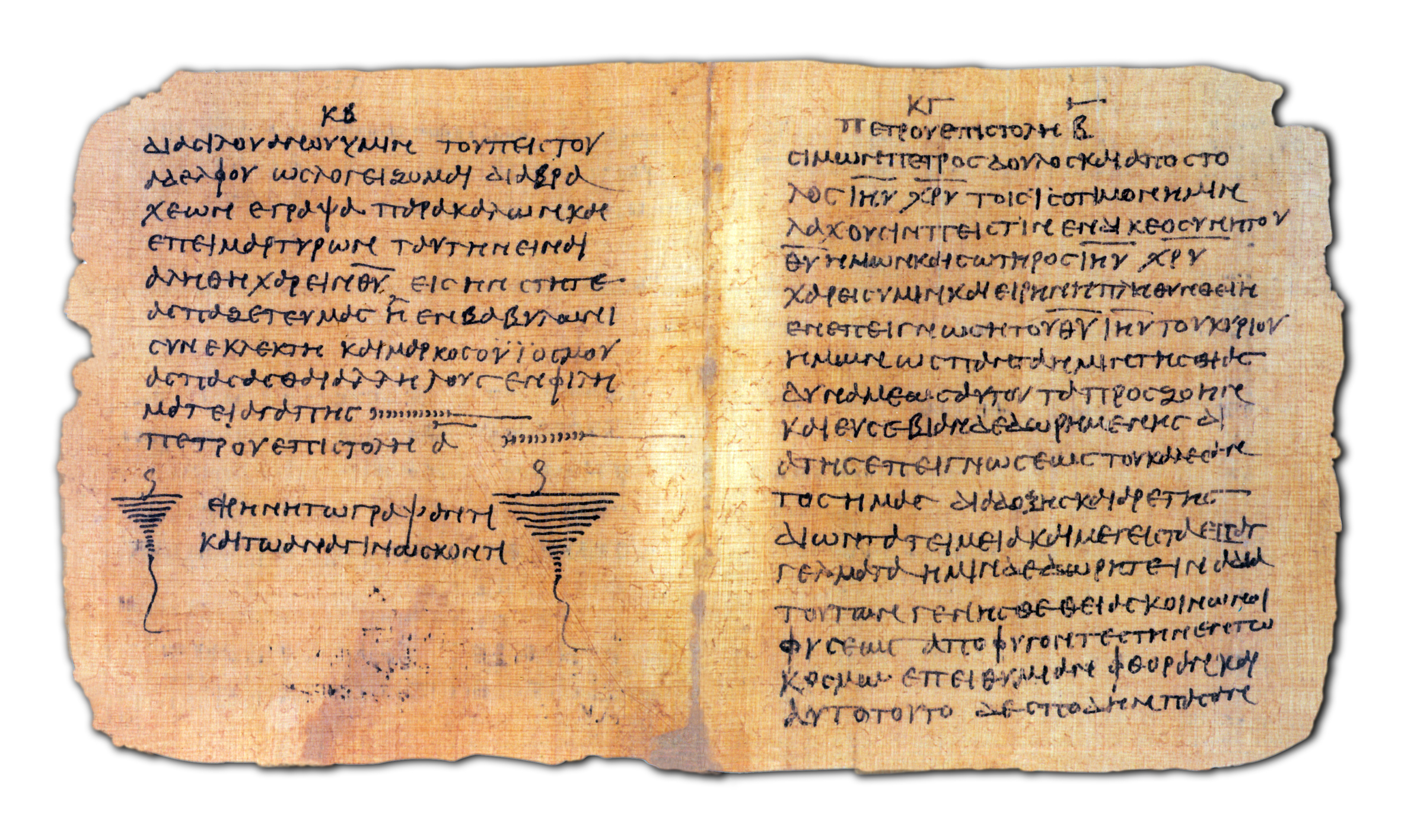
Bodmer-papyrus P VIII-IX 72

Bodmer-papyri är en stor samling papyrusböcker med texter från Gamla Testamentet och Nya Testamentet, några ark innehåller också litterära skrifter med texter av Homeros, Menander och Thukydides. Manuskripten innehåller de äldsta bevarade versionerna av Lukasevangeliet och Herrens bön. De äldsta delarna är från cirka 200-talet e.Kr. och förvaras idag på Bodmerbiblioteket i Cologny i Schweiz.

## Manuskripten
Bodmer-papyri är en välbevarad samling av papyrusböcker och papyrusrullar (Bodmer delarna XVI, XIX och XXII är skrivna på pergament). Texterna är skrivna på koptiska och klassisk grekiska. Papyrusarken dateras till mellan 200-talet och 500-talet e. Kr. Samlingen omfattar 22 delar med sammanlagd cirka 1700 ark.

### Bibliska skrifter
Bland de bibliska manuskripten finns främst:
- P 66 (P Bodmer II), om 75 ark med 156 sidor i storlek 16 × 14 centimeter med delar ur Johannesevangeliet, daterad till cirka 200-talet e. Kr., en av de äldsta bevarade versionerna av Johannesevangeliet.
- P 72 (P Bodmer VII och VIII), om 90 ark i storlek 14 × 13 med delar ur Första Petrusbrevet och Andra Petrusbrevet samt Judasbrevet, daterad till cirka 300-talet e. Kr., den äldsta bevarade versionen av Judasbrevet.
- P 75 (P Bodmer XIV och XV), om 51 ark i storlek 25 × 13 centimeter med delar ur Lukasevangeliet och Johannesevangeliet, daterad till cirka 225 e. Kr., de äldsta bevarade versioner av Lukasevangeliet och Herrens bön (Lukas 11:1-4).

### Litterära skrifter
Bland de litterära manuskripten finns främst avskrifter av:
- P Bodmer I, Homeros, del 5 och 6 ur Iliaden
- P Bodmer IV, Menander, delar ur Dyskolos
- P Bodmer XXV, Menander, delar ur Samia
- P Bodmer XXVI, Menander, delar ur Aspis
- P Bodmer XXVII, Thukydides, delar ur okänd text
- P Bodmer XLVIII, Homeros, delar ur Iliaden
- P Bodmer XLIX, Homeros, delar ur Odysséen

## Historia
Manuskripten upptäcktes 1952 i ett Pachomianskt kloster nära Pabau i Egypten . Fyndplatsen ligger även nära orten Nag Hammadi där Nag Hammadi papyri upptäcktes några år tidigare. Hela samlingen sammanställdes i hemlighet av cypriotiske Phokio Tano och smugglades senare till Schweiz där delar köptes bland andra av schweiziske Martin Bodmer och brittiske Alfred Chester Beatty.
1956 publicerades den första översättningen av P 66 gjord av Victor Martin vid Genèves universitet.
1969 donerades P 72 (P Bodmer VIII) med Första Petrusbrevet och Andra Petrusbrevet till påve Paulus VI.
2007 donerades P 75 (P Bodmer XIV och XV) till påve Benedictus XVI. Samlingen fördes under enorm bevakning till Rom där de idag förvaras i Vatikanbiblioteket.